# بريس مون
بريس دارين مون (Bryce Moon)، من مواليد 6 ابريل 1986 في بيترماريتزبرغ في جنوب أفريقيا، لاعب كرة قدم جنوب أفريقي.
بدأ مسيرته الكروية مع نادي أياكس كيب تاون، ولعب معهم حتى عام 2004، وفي موسم 2004/2005 انتقل إلى نادي كوليراين الإيرلندي الشمالي، ولعب معهم 29 مباراة وسجل 3 أهداف، ومنذ عام 2005 وهو يلعب مع نادي أياكس كيب تاون.
منذ عام 2007 وهو يلعب مع منتخب جنوب أفريقيا لكرة القدم.

## روابط خارجية
- بريس مون على موقع الاتحاد الدولي (مؤرشف)  (الإنجليزية)
- بريس مون على موقع قاعدة بيانات كرة القدم.إي يو (الإنجليزية)
- بريس مون على موقع ناشيونال فوتبول تيمز (الإنجليزية)
- بريس مون على موقع Soccerway.com (الإنجليزية)
- بريس مون على موقع كووورة